# رامون فارغاس
رامون فارغاس (بالإسبانية: Ramón Vargas)‏ هو مغني ومغني أوبرا مكسيكي، ولد في 11 سبتمبر 1960 في مدينة مكسيكو في المكسيك.

## وصلات خارجية
- الموقع الرسمي
- رامون فارغاس على موقع IMDb (الإنجليزية)
- رامون فارغاس على موقع ميوزك برينز (الإنجليزية)
- رامون فارغاس على موقع أول ميوزيك (الإنجليزية)
- رامون فارغاس على موقع ديسكوغز (الإنجليزية)
- رامون فارغاس على موقع قاعدة بيانات الفيلم (الإنجليزية)